# Talofofo
Talofofo o Talo'fo'fo' è un villaggio del territorio non incorporato statunitense dell'isola di Guam. 
Al censimento del 2000 aveva una popolazione di 3 215 abitanti.